# Antoine-Henri de Schwarzbourg-Sondershausen
Antoine Henri, comte de Schwarzbourg-Sondershausen (7 octobre 1571, à Sondershausen – 10 août 1638, Sondershausen) est un noble allemand. Il est comte de Schwarzbourg-Sondershausen de 1594, jusqu'à sa mort.

## Biographie
Il est le fils du comte Jean-Gonthier Ier de Schwarzbourg-Sondershausen (1532-1586), et son épouse, la comtesse Anne (1539-1579), fille du comte Antoine Ier d'Oldenbourg.
Il est encore mineur, lorsque son père meurt en 1586, comme ses frères, et ils sont mis sous la régence et de la tutelle de leurs oncles maternels Jean VII d'Oldenbourg (1540-1603) et Antoine II (1550-1619). Plus tard, en 1593, il règne conjointement avec ses trois frères Gonthier XLII, Jean-Gonthier II et Christian-Gonthier. Au cours de cette période, Antoine Henri réalise l'essentiel du travail, en particulier au cours des disputes sur l'héritage des comtes de Honstein.
Le comté a beaucoup souffre pendant la Guerre de Trente Ans, devant loger beaucoup de soldats. Les comtes ont fait de leur mieux pour limiter les dégâts.
Antoine Henri meurt en 1638. Il est célibataire et n'a pas de descendance légitime. Cependant, il a des enfants d'une relation hors mariage.